# Síugrás az 1988. évi téli olimpiai játékokon
Az 1988. évi téli olimpiai játékokon a síugrás versenyszámait február 14. és 24. között rendezték Calgaryban. Új versenyszámként a csapatverseny került a programba. Három versenyszámban avattak olimpiai bajnokot. A versenyeken magyar versenyző nem vett részt.

## Éremtáblázat
(Az egyes számoszlopok legmagasabb értéke, vagy értékei vastagítással kiemelve.)
| Az 1988. évi téli olimpiai játékok éremtáblázata síugrásban | Az 1988. évi téli olimpiai játékok éremtáblázata síugrásban | Az 1988. évi téli olimpiai játékok éremtáblázata síugrásban | Az 1988. évi téli olimpiai játékok éremtáblázata síugrásban | Az 1988. évi téli olimpiai játékok éremtáblázata síugrásban | Olimpia  |
| ----------------------------------------------------------- | ----------------------------------------------------------- | ----------------------------------------------------------- | ----------------------------------------------------------- | ----------------------------------------------------------- | -------- |
|                                                             | Ország                                                      | Arany                                                       | Ezüst                                                       | Bronz                                                       | Összesen |
| 1.                                                          | Finnország (FIN)                                            | 3                                                           | 0                                                           | 0                                                           | 3        |
|                                                             |                                                             |                                                             |                                                             |                                                             |          |
| 2.                                                          | Csehszlovákia (TCH)                                         | 0                                                           | 1                                                           | 1                                                           | 2        |
| 2.                                                          | Jugoszlávia (YUG)                                           | 0                                                           | 1                                                           | 1                                                           | 2        |
| 2.                                                          | Norvégia (NOR)                                              | 0                                                           | 1                                                           | 1                                                           | 2        |
|                                                             |                                                             |                                                             |                                                             |                                                             |          |
| Összesen                                                    | Összesen                                                    | 3                                                           | 3                                                           | 3                                                           | 9        |

## Érmesek
| Az 1988. évi téli olimpiai játékok érmesei síugrásban |                                                                                        |       |                                                                                |       |                                                                                                  |       |
| Versenyszám                                           | Arany                                                                                  | Arany | Ezüst                                                                          | Ezüst | Bronz                                                                                            | Bronz |
| Normálsánc                                            | Matti Nykänen · Finnország (FIN)                                                       | 229,1 | Pavel Ploc · Csehszlovákia (TCH)                                               | 212,1 | Jiří Malec · Csehszlovákia (TCH)                                                                 | 211,8 |
| Nagysánc                                              | Matti Nykänen · Finnország (FIN)                                                       | 224,0 | Erik Johnsen · Norvégia (NOR)                                                  | 207,9 | Matjaž Debelak · Jugoszlávia (YUG)                                                               | 207,7 |
| Csapatverseny                                         | Finnország (FIN) · Ari-Pekka Nikkola · Matti Nykänen · Tuomo Ylipulli · Jari Puikkonen | 634,4 | Jugoszlávia (YUG) · Primož Ulaga · Matjaž Zupan · Matjaž Debelak · Miran Tepeš | 625,5 | Norvégia (NOR) · Ole Christian Eidhammer · Jon Inge Kjørum · Ole Gunnar Fidjestøl · Erik Johnsen | 596,1 |